# Shane Ray
Shane Ray (Shawnee Mission, 18 maggio 1993) è un giocatore di football americano statunitense che milita nel ruolo di outside linebacker per i Toronto Argonauts della Canadian Football League (NFL).

## Carriera universitaria
Dopo aver giocato per la Bishop Miege High School, ai tempi della quale si cimentò in varie discipline dell'atletica leggera oltre che nel football americano, Ray fu elencato da Rivals.com al 17º posto tra i migliori prospetti della nazione nel ruolo di defensive end ed al 3º tra i migliori prospetti in uscita dallo Stato del Kansas. Egli ricevette quindi proposte per una borsa di studio da diversi atenei della nazione come Notre Dame, Università del Kansas e Wisconsin, ma alla fine preferì optare per Missouri.
Dopo essere stato inserito tra i redshirt (coloro cioè che possono al massimo allenarsi con la squadra ma non disputare incontri ufficiali) nel suo anno da freshman, Ray nel 2012 giocò come defensive end di riserva in 12 incontri, durante i quali totalizzò 16 tackle (di cui 2,5 con perdita di yard) ed un fumble recuperato. L'anno seguente, chiuso ancora dagli All-SEC Michael Sam e Kony Ealy nel ruolo di defensive end, Ray continuò ad essere impiegato come riserva. Ciò nonostante, egli prese parte a tutte e 14 le gare della stagione, durante le quali totalizzò 39 tackle, di cui 9 con perdita di yard e 4,5 sack.
Nel 2014, con l'approdo dei compagni di squadra in NFL, Ray divenne finalmente il defensive end titolare dei Tigers e già nelle prime 5 partite della stagione si rivelò come uno dei migliori pass rusher dell'intera SEC, mettendo a referto 11 tackle con perdita di yard ed 8 sack, entrambi nuovi record personali in una singola stagione. Nel prosieguo di stagione la produzione di Ray cominciò a calare, ma il prodotto di Mizzou mise comunque a referto altri 26 tackle di cui 13,5 tackle con perdita di yard e 10 sack, numeri questi che gli permisero da un lato di superare il record ateneo di sack fino ad allora co-detenuto da Sam ed Aldon Smith, e dall'altro di essere dopo Sam il secondo giocatore consecutivo dei Tigers ad essere nominato Difensore dell'Anno della SEC dall'Associated Press. Ray fu inoltre inserito nel First team All-SEC e soprattutto il 13º giocatore dei Tigers ad essere nominato Consensus All-American.
Vittorie e riconoscimenti
- Cotton Bowl Classic (2013)
- Citrus Bowl (2014)
- Consensus All-American (2014)
- Difensore dell'Anno della SEC (2014)
- First team All-SEC (2014)

## Carriera professionistica

### Denver Broncos
Ray era considerato uno dei migliori pass rusher selezionabili nel Draft NFL 2015 ed era inserito tra i prospetti che avrebbero potuto essere selezionati durante il primo giro. Il 30 aprile fu scelto come 23º assoluto dai Denver Broncos. Debuttò come professionista subentrando nella gara del primo turno contro i Baltimore Ravens. Il primo sack lo mise a segno nel quarto turno su Teddy Bridgewater dei Minnesota Vikings. La sua prima stagione regolare si concluse con 20 tackle e 4 sack in 14 presenze, nessuna delle quali come titolare. Il 7 febbraio 2016, Ray fece registrare due tackle nel Super Bowl 50, dove i Broncos batterono i Carolina Panthers per 24-10, laureandosi campione NFL. Nel 2016 disputò la sua miglior stagione in Colorado mettendo a segno 8 sack e giocando tutte le 16 gare stagionali, 8 come titolare.

### Baltimore Ravens
Il 17 maggio 2019 Ray firmò con i Baltimore Ravens.

## Palmarès

### Franchigia
- Super Bowl : 1

Denver Broncos: 50
- American Football Conference Championship: 1

Denver Broncos: 2015